# Losing You (canción de Solange)
«Losing You» (censurado como "F**k the Industry") es una canción grabada por la cantante estadounidense Solange. Fue escrito y producido por Dev Hynes y Knowles, con el primero bajo su seudónimo Blood Orange. Sirviendo como el sencillo principal de su EP True, la canción se lanzó por primera vez para su descarga el 2 de octubre de 2012 a través de Terrible Records, un sello codirigido por Chris Taylor de Grizzly Bear.
"Losing You" es una canción de R&B, dance-pop e indie pop con influencias de la electrónica. La canción recibió elogios universales de los críticos musicales. El video musical que acompaña al sencillo fue dirigido por Melina Matsoukas y filmado en múltiples ubicaciones en el municipio de Langa en Ciudad del Cabo, Sudáfrica. Tras el lanzamiento, "Losing You" alcanzó el top diez de las listas de sencillos en Dinamarca y Flandes, y alcanzó el puesto 22 en la lista UK Indie Chart.

## Antecedentes
En 2008, Knowles firmó un contrato discográfico con Geffen Records y un contrato de publicación con EMI. El mismo año terminó de trabajar en su segundo álbum de estudio en 2008 y tituló el proyecto Sol-Angel and the Hadley St. Dreams. Una colección de canciones influenciadas por las décadas de 1960 y 1970, se consideró como una desviación de su debut orientado al pop tras su lanzamiento en agosto de 2008. Para diciembre de 2008, el álbum había vendido más de 114.000 copias según Nielsen Soundscan. El álbum fue recibido positivamente por los críticos, algunos de los cuales lo consideraron mucho mejor que su debut. En apoyo del álbum, Knowles comenzó Solange Presents Sol-Angel and Hadley St. Dreams Tour en Gran Bretaña en noviembre de 2008. La canción "T.O.N.Y." fue el tercer y último sencillo que se eliminó del álbum en abril de 2009.